# Engelbert Valentin Niedermeyer
Engelbert Valentin Niedermeyer (* 26. Dezember 1911 in Mönchstockheim; † 28. Mai 1946 im Landsberg am Lech) war ein deutscher Kriegsverbrecher. Er wirkte als SS-Scharführer und als Blockführer und wurde im Krematorium des Konzentrationslagers Dachau eingesetzt.

## Biografie
Engelbert Niedermeyer, verheiratet und Vater von zwei Kindern, trat zum 1. April 1933 der SS bei (SS-Nummer 94.435). Ab Mai 1934 wurde Niedermeyer im KZ Dachau eingesetzt und fungierte dort von April 1938 bis November 1941 als Blockführer. Zwischenzeitlich überwachte Niedermeyer als Kommandoführer, im Verlauf des Jahres 1939 bis 1940, ein Häftlingskommando beim Garagenbau. Zum 30. Januar 1940 wurde er zum Scharführer befördert. Von Ende November 1941 bis zum Mai 1942 war Niedermeyer im Krematorium des KZ Dachau unter dem Oberscharführer Theodor Heinrich Bongartz eingesetzt und überwachte dort die Leichenverbrennungen. Zudem war er Mitglied eines Erschießungskommandos, das Anfang der 1940er Jahre etwa 4000 sowjetische Kriegsgefangene exekutierte. Anschließend war er wieder als Blockführer tätig und zeitweilig auch für das Fernmeldeamt der Lagerkommandantur verantwortlich. Ab dem 1. Februar 1943 bis zum Kriegsende war Niedermeyer an der Front eingesetzt und schied somit aus dem Lagerdienst aus.
Nach Kriegsende wurde Niedermeyer am 15. November 1945 im Dachau-Hauptprozess, der im Rahmen der Dachauer Prozesse stattfand, als Kriegsverbrecher von einem US-amerikanischen Militärgericht angeklagt und am 13. Dezember 1945 mit 35 weiteren Mitangeklagten zum Tod durch den Strang verurteilt. Beim Urteil wurden als individuelle Exzesstaten bei Niedermeyer die Misshandlungen von Häftlingen berücksichtigt. Das Urteil wurde am 28. Mai 1946 im Kriegsverbrechergefängnis Landsberg vollstreckt.
Vor der Hinrichtung schrieb Niedermeyer einen Brief an seine Ehefrau, in dem er keine Reue für die von ihm begangenen Taten zeigte:  „Bleibe Du fröhlich in Deinem Leben, vergiss nicht, dass Du eine deutsche Frau bist […]. Vergiss nie, dass ich unschuldig gestorben bin. Einmal kommt der Tag, wo sich unsere Unschuld rächt, darauf kannst Du Dich verlassen […]. In der Hoffnung auf eine bessere Zukunft sterbe ich für Euch und somit für Deutschland und sage euch lebt Wohl.“